# وینی بنت
وینی بنت (به انگلیسی: Vinnie Bennett)، (زاده ۱۱ سپتامبر ۱۹۹۲) یک بازیگر نیوزلندی است.
از آثار برجسته این بازیگر می‌توان به بازی در فیلم رمانتیک جدید (۲۰۱۸) در نقش اندرو بانکر و اف۹ (۲۰۲۱) در نقش نوجوانی، دومینیک تورتو اشاره کرد.